# نینوا (فیلم)
نینوا فیلمی به کارگردانی و نویسندگی رسول ملاقلی‌پور محصول سال ۱۳۶۲ است.

## بازیگران
- محمود نوروز
- ابوالفضل دهقانیان
- محمود ترکالکی
- داوود رحمتی
- حسن کریمی
- احمد عیسی فر
- جلال دلیر
- محمد شاه نظری
- مسعود اکبری
- مجتبی گلابی
- اسماعیل اسلامی